# Omalium littorale
Omalium littorale är en skalbaggsart som beskrevs av Ernst Gustav Kraatz 1858. Omalium littorale ingår i släktet Omalium, och familjen kortvingar. Enligt den finländska rödlistan är arten nära hotad i Finland. Arten är reproducerande i Sverige. Artens livsmiljö är sandstränder vid Östersjön.